# Envall
Envall es una localidad española del municipio de Torre de Capdella, perteneciente a la provincia de Lérida, en la comunidad autónoma de Cataluña.

## Historia
Hacia mediados del siglo XIX, el lugar, perteneciente por entonces a La Pobleta de Bellveí, tenía contabilizada una población de 54 habitantes. Aparece descrito en el séptimo volumen del Diccionario geográfico-estadístico-histórico de España y sus posesiones de Ultramar de Pascual Madoz de la siguiente manera:

ENVALL llamado tambin ANVALL: l. agregado al ayunt. de la Pobleta de Bellvehi en la prov. de Lérida (22 horas), part. jud. de Sort (5), aud. terr. y c. g. de Cataluña (Barcelona 46), dióc. de Seo de Urgel (13), abadiato de Gerri: sit. en la pendiente de una montaña, con esposicion al O., entre dos arroyos: le combaten los vientos principalmente de O., y el clima frio es propenso á inflamaciones. Tiene 12 casas y sus habitantes se surten de agua para sus necesidades, de un pozo que hay cerca del pueblo; y cuando este se seca, se proveen de uno de los arroyos mencionados, aunque sus aguas no son de muy buena calidad: la igl. (San Jaime) es aneja de la Pobleta de Bellvehi, cuyo cura la sirve: á cosa de 200 pasos del l. donde ant. hubo la igl., se halla el cementerio. Se estiende el térm. 2/3 de leg. de N. á S. y 1/2 de E. á O.; confinando N. con Gramanet y Brenuy; E. Celluy; S. Bretuy, Mentuy y Moncortes, y O. Pobleta de Bellvehi: cruzan por esta jurisd. los 2 citados arroyos que corren en direccion de E. á O., principiando encima del pueblo el 1 y 1/4 de hora mas arriba el otro, y ambos sin reunirse van á juntar sus aguas con las del r. Uria. Se encuentra tambien en este térm. el desp. llamado Sarraspina, que ant. se dice perteneció á un pueblo derruido nominado, segun unos Pomforniu, y según otros Castellestaho: en este mismo punto y al NE. del l. está el monte que lleva el nombre del referido desp., el cual tiene arbolado de robles, algun nogal, bojes y muy pocos árboles frutales; ademas se encuentran dos sotos con bastantes robles. El terreno montañoso y pedregoso, en general es de inferior calidad, atravesándole los caminos que dirigen á los pueblos circunvecinos en mal estado. El correo se recibe en la estafeta de la Pobla de Segur, los miércoles y sábados á media tarde, y sale los martes y viernes á medianoche. prod.: algunos granos, patatas, legumbres y hortalizas: se cria un poco de ganado lanar y vacuno; y hay caza de conejos, perdices, liebres y aves de paso. ind. y comercio: se importa una pequeña cantidad de vino, y se estrae algun grano y patatas. pobl.: 9 vec., 54 alm. cap. imp.: 6,189 rs. contr. el 14,28 por 100 de esta riqueza.
(Madoz, 1847, p. 494)

El lugar quedó deshabitado hacia finales de la década de 1970, si bien entrado el siglo XXI se instalaron algunas personas en el lugar.